# Истапа (Халиско)
Истапа (исп. Ixtapa) — посёлок в Мексике, в штате Халиско, входит в состав муниципалитета Пуэрто-Вальярта. Численность населения, по данным переписи 2020 года, составила 39 083 человека.

## Общие сведения
Название Ixtapa с языка науатль можно перевести как: место солёной воды.
До прихода испанцев на территории, где расположена Истапа, находился церемониальный центр различных племён индейцев. Об этом свидетельствуют найденные 29 курганов высотой 7-8 метров, разбросанные на площади в 10 гектаров.
В 1925 году в поселении была основана компания «Montgomery Fruit Co.», занимавшаяся сбором и транспортировкой фруктов.
Истапа расположена в 11,5 км севернее муниципального центра, города Пуэрто-Вальярта.

## Население
| Год  | Численность | Численность |
| ---- | ----------- | ----------- |
| 2000 | 17 785      | [ 7 ]       |
| 2005 | 23 977      | [ 8 ]       |
| 2010 | 29 036      | [ 9 ]       |
| 2020 | 39 083      | [ 10 ]      |